# Чіні тема
Те́ма Чіні — тема в шаховій композиції в триходівці або багатоходівці. Суть теми — після вступного ходу білих виникає загроза і чорні захищаючись від неї зв'язують білу фігуру, наступним ходом білі розв'язують цю тематичну фігуру, а потім нею оголошують мат.

## Історія
Ідею запропонував в середині ХІХ століття американський шаховий композитор Джордж Чіні (02.04.1837 — 21.07.1861).
Білі роблять вступний хід і виникає загроза в обумовлену кількість ходів білих оголосити мат. Чорні захищаються від цієї загрози зв'язуванням білої фігури, яка брала участь в загрозі, наступними ходами білі розв'язують цю фігуру, даючи можливість їй рухатися і створити нову матову картину.
Ідея дістала назву — тема Чіні.
|   | a | b | c | d | e | f | g | h |   |
| 8 | d8 білий кінь · f8 білий слон · d7 чорний слон · f7 чорний пішак · a6 чорний кінь · d6 білий кінь · f6 білий король · a5 біла тура · d5 чорний пішак · h5 чорний пішак · b4 чорний кінь · d4 чорний король · f3 білий ферзь · a2 білий слон · c2 чорна тура · g1 чорний слон | d8 білий кінь · f8 білий слон · d7 чорний слон · f7 чорний пішак · a6 чорний кінь · d6 білий кінь · f6 білий король · a5 біла тура · d5 чорний пішак · h5 чорний пішак · b4 чорний кінь · d4 чорний король · f3 білий ферзь · a2 білий слон · c2 чорна тура · g1 чорний слон | d8 білий кінь · f8 білий слон · d7 чорний слон · f7 чорний пішак · a6 чорний кінь · d6 білий кінь · f6 білий король · a5 біла тура · d5 чорний пішак · h5 чорний пішак · b4 чорний кінь · d4 чорний король · f3 білий ферзь · a2 білий слон · c2 чорна тура · g1 чорний слон | d8 білий кінь · f8 білий слон · d7 чорний слон · f7 чорний пішак · a6 чорний кінь · d6 білий кінь · f6 білий король · a5 біла тура · d5 чорний пішак · h5 чорний пішак · b4 чорний кінь · d4 чорний король · f3 білий ферзь · a2 білий слон · c2 чорна тура · g1 чорний слон | d8 білий кінь · f8 білий слон · d7 чорний слон · f7 чорний пішак · a6 чорний кінь · d6 білий кінь · f6 білий король · a5 біла тура · d5 чорний пішак · h5 чорний пішак · b4 чорний кінь · d4 чорний король · f3 білий ферзь · a2 білий слон · c2 чорна тура · g1 чорний слон | d8 білий кінь · f8 білий слон · d7 чорний слон · f7 чорний пішак · a6 чорний кінь · d6 білий кінь · f6 білий король · a5 біла тура · d5 чорний пішак · h5 чорний пішак · b4 чорний кінь · d4 чорний король · f3 білий ферзь · a2 білий слон · c2 чорна тура · g1 чорний слон | d8 білий кінь · f8 білий слон · d7 чорний слон · f7 чорний пішак · a6 чорний кінь · d6 білий кінь · f6 білий король · a5 біла тура · d5 чорний пішак · h5 чорний пішак · b4 чорний кінь · d4 чорний король · f3 білий ферзь · a2 білий слон · c2 чорна тура · g1 чорний слон | d8 білий кінь · f8 білий слон · d7 чорний слон · f7 чорний пішак · a6 чорний кінь · d6 білий кінь · f6 білий король · a5 біла тура · d5 чорний пішак · h5 чорний пішак · b4 чорний кінь · d4 чорний король · f3 білий ферзь · a2 білий слон · c2 чорна тура · g1 чорний слон | 8 |
| 7 | d8 білий кінь · f8 білий слон · d7 чорний слон · f7 чорний пішак · a6 чорний кінь · d6 білий кінь · f6 білий король · a5 біла тура · d5 чорний пішак · h5 чорний пішак · b4 чорний кінь · d4 чорний король · f3 білий ферзь · a2 білий слон · c2 чорна тура · g1 чорний слон | d8 білий кінь · f8 білий слон · d7 чорний слон · f7 чорний пішак · a6 чорний кінь · d6 білий кінь · f6 білий король · a5 біла тура · d5 чорний пішак · h5 чорний пішак · b4 чорний кінь · d4 чорний король · f3 білий ферзь · a2 білий слон · c2 чорна тура · g1 чорний слон | d8 білий кінь · f8 білий слон · d7 чорний слон · f7 чорний пішак · a6 чорний кінь · d6 білий кінь · f6 білий король · a5 біла тура · d5 чорний пішак · h5 чорний пішак · b4 чорний кінь · d4 чорний король · f3 білий ферзь · a2 білий слон · c2 чорна тура · g1 чорний слон | d8 білий кінь · f8 білий слон · d7 чорний слон · f7 чорний пішак · a6 чорний кінь · d6 білий кінь · f6 білий король · a5 біла тура · d5 чорний пішак · h5 чорний пішак · b4 чорний кінь · d4 чорний король · f3 білий ферзь · a2 білий слон · c2 чорна тура · g1 чорний слон | d8 білий кінь · f8 білий слон · d7 чорний слон · f7 чорний пішак · a6 чорний кінь · d6 білий кінь · f6 білий король · a5 біла тура · d5 чорний пішак · h5 чорний пішак · b4 чорний кінь · d4 чорний король · f3 білий ферзь · a2 білий слон · c2 чорна тура · g1 чорний слон | d8 білий кінь · f8 білий слон · d7 чорний слон · f7 чорний пішак · a6 чорний кінь · d6 білий кінь · f6 білий король · a5 біла тура · d5 чорний пішак · h5 чорний пішак · b4 чорний кінь · d4 чорний король · f3 білий ферзь · a2 білий слон · c2 чорна тура · g1 чорний слон | d8 білий кінь · f8 білий слон · d7 чорний слон · f7 чорний пішак · a6 чорний кінь · d6 білий кінь · f6 білий король · a5 біла тура · d5 чорний пішак · h5 чорний пішак · b4 чорний кінь · d4 чорний король · f3 білий ферзь · a2 білий слон · c2 чорна тура · g1 чорний слон | d8 білий кінь · f8 білий слон · d7 чорний слон · f7 чорний пішак · a6 чорний кінь · d6 білий кінь · f6 білий король · a5 біла тура · d5 чорний пішак · h5 чорний пішак · b4 чорний кінь · d4 чорний король · f3 білий ферзь · a2 білий слон · c2 чорна тура · g1 чорний слон | 7 |
| 6 | d8 білий кінь · f8 білий слон · d7 чорний слон · f7 чорний пішак · a6 чорний кінь · d6 білий кінь · f6 білий король · a5 біла тура · d5 чорний пішак · h5 чорний пішак · b4 чорний кінь · d4 чорний король · f3 білий ферзь · a2 білий слон · c2 чорна тура · g1 чорний слон | d8 білий кінь · f8 білий слон · d7 чорний слон · f7 чорний пішак · a6 чорний кінь · d6 білий кінь · f6 білий король · a5 біла тура · d5 чорний пішак · h5 чорний пішак · b4 чорний кінь · d4 чорний король · f3 білий ферзь · a2 білий слон · c2 чорна тура · g1 чорний слон | d8 білий кінь · f8 білий слон · d7 чорний слон · f7 чорний пішак · a6 чорний кінь · d6 білий кінь · f6 білий король · a5 біла тура · d5 чорний пішак · h5 чорний пішак · b4 чорний кінь · d4 чорний король · f3 білий ферзь · a2 білий слон · c2 чорна тура · g1 чорний слон | d8 білий кінь · f8 білий слон · d7 чорний слон · f7 чорний пішак · a6 чорний кінь · d6 білий кінь · f6 білий король · a5 біла тура · d5 чорний пішак · h5 чорний пішак · b4 чорний кінь · d4 чорний король · f3 білий ферзь · a2 білий слон · c2 чорна тура · g1 чорний слон | d8 білий кінь · f8 білий слон · d7 чорний слон · f7 чорний пішак · a6 чорний кінь · d6 білий кінь · f6 білий король · a5 біла тура · d5 чорний пішак · h5 чорний пішак · b4 чорний кінь · d4 чорний король · f3 білий ферзь · a2 білий слон · c2 чорна тура · g1 чорний слон | d8 білий кінь · f8 білий слон · d7 чорний слон · f7 чорний пішак · a6 чорний кінь · d6 білий кінь · f6 білий король · a5 біла тура · d5 чорний пішак · h5 чорний пішак · b4 чорний кінь · d4 чорний король · f3 білий ферзь · a2 білий слон · c2 чорна тура · g1 чорний слон | d8 білий кінь · f8 білий слон · d7 чорний слон · f7 чорний пішак · a6 чорний кінь · d6 білий кінь · f6 білий король · a5 біла тура · d5 чорний пішак · h5 чорний пішак · b4 чорний кінь · d4 чорний король · f3 білий ферзь · a2 білий слон · c2 чорна тура · g1 чорний слон | d8 білий кінь · f8 білий слон · d7 чорний слон · f7 чорний пішак · a6 чорний кінь · d6 білий кінь · f6 білий король · a5 біла тура · d5 чорний пішак · h5 чорний пішак · b4 чорний кінь · d4 чорний король · f3 білий ферзь · a2 білий слон · c2 чорна тура · g1 чорний слон | 6 |
| 5 | d8 білий кінь · f8 білий слон · d7 чорний слон · f7 чорний пішак · a6 чорний кінь · d6 білий кінь · f6 білий король · a5 біла тура · d5 чорний пішак · h5 чорний пішак · b4 чорний кінь · d4 чорний король · f3 білий ферзь · a2 білий слон · c2 чорна тура · g1 чорний слон | d8 білий кінь · f8 білий слон · d7 чорний слон · f7 чорний пішак · a6 чорний кінь · d6 білий кінь · f6 білий король · a5 біла тура · d5 чорний пішак · h5 чорний пішак · b4 чорний кінь · d4 чорний король · f3 білий ферзь · a2 білий слон · c2 чорна тура · g1 чорний слон | d8 білий кінь · f8 білий слон · d7 чорний слон · f7 чорний пішак · a6 чорний кінь · d6 білий кінь · f6 білий король · a5 біла тура · d5 чорний пішак · h5 чорний пішак · b4 чорний кінь · d4 чорний король · f3 білий ферзь · a2 білий слон · c2 чорна тура · g1 чорний слон | d8 білий кінь · f8 білий слон · d7 чорний слон · f7 чорний пішак · a6 чорний кінь · d6 білий кінь · f6 білий король · a5 біла тура · d5 чорний пішак · h5 чорний пішак · b4 чорний кінь · d4 чорний король · f3 білий ферзь · a2 білий слон · c2 чорна тура · g1 чорний слон | d8 білий кінь · f8 білий слон · d7 чорний слон · f7 чорний пішак · a6 чорний кінь · d6 білий кінь · f6 білий король · a5 біла тура · d5 чорний пішак · h5 чорний пішак · b4 чорний кінь · d4 чорний король · f3 білий ферзь · a2 білий слон · c2 чорна тура · g1 чорний слон | d8 білий кінь · f8 білий слон · d7 чорний слон · f7 чорний пішак · a6 чорний кінь · d6 білий кінь · f6 білий король · a5 біла тура · d5 чорний пішак · h5 чорний пішак · b4 чорний кінь · d4 чорний король · f3 білий ферзь · a2 білий слон · c2 чорна тура · g1 чорний слон | d8 білий кінь · f8 білий слон · d7 чорний слон · f7 чорний пішак · a6 чорний кінь · d6 білий кінь · f6 білий король · a5 біла тура · d5 чорний пішак · h5 чорний пішак · b4 чорний кінь · d4 чорний король · f3 білий ферзь · a2 білий слон · c2 чорна тура · g1 чорний слон | d8 білий кінь · f8 білий слон · d7 чорний слон · f7 чорний пішак · a6 чорний кінь · d6 білий кінь · f6 білий король · a5 біла тура · d5 чорний пішак · h5 чорний пішак · b4 чорний кінь · d4 чорний король · f3 білий ферзь · a2 білий слон · c2 чорна тура · g1 чорний слон | 5 |
| 4 | d8 білий кінь · f8 білий слон · d7 чорний слон · f7 чорний пішак · a6 чорний кінь · d6 білий кінь · f6 білий король · a5 біла тура · d5 чорний пішак · h5 чорний пішак · b4 чорний кінь · d4 чорний король · f3 білий ферзь · a2 білий слон · c2 чорна тура · g1 чорний слон | d8 білий кінь · f8 білий слон · d7 чорний слон · f7 чорний пішак · a6 чорний кінь · d6 білий кінь · f6 білий король · a5 біла тура · d5 чорний пішак · h5 чорний пішак · b4 чорний кінь · d4 чорний король · f3 білий ферзь · a2 білий слон · c2 чорна тура · g1 чорний слон | d8 білий кінь · f8 білий слон · d7 чорний слон · f7 чорний пішак · a6 чорний кінь · d6 білий кінь · f6 білий король · a5 біла тура · d5 чорний пішак · h5 чорний пішак · b4 чорний кінь · d4 чорний король · f3 білий ферзь · a2 білий слон · c2 чорна тура · g1 чорний слон | d8 білий кінь · f8 білий слон · d7 чорний слон · f7 чорний пішак · a6 чорний кінь · d6 білий кінь · f6 білий король · a5 біла тура · d5 чорний пішак · h5 чорний пішак · b4 чорний кінь · d4 чорний король · f3 білий ферзь · a2 білий слон · c2 чорна тура · g1 чорний слон | d8 білий кінь · f8 білий слон · d7 чорний слон · f7 чорний пішак · a6 чорний кінь · d6 білий кінь · f6 білий король · a5 біла тура · d5 чорний пішак · h5 чорний пішак · b4 чорний кінь · d4 чорний король · f3 білий ферзь · a2 білий слон · c2 чорна тура · g1 чорний слон | d8 білий кінь · f8 білий слон · d7 чорний слон · f7 чорний пішак · a6 чорний кінь · d6 білий кінь · f6 білий король · a5 біла тура · d5 чорний пішак · h5 чорний пішак · b4 чорний кінь · d4 чорний король · f3 білий ферзь · a2 білий слон · c2 чорна тура · g1 чорний слон | d8 білий кінь · f8 білий слон · d7 чорний слон · f7 чорний пішак · a6 чорний кінь · d6 білий кінь · f6 білий король · a5 біла тура · d5 чорний пішак · h5 чорний пішак · b4 чорний кінь · d4 чорний король · f3 білий ферзь · a2 білий слон · c2 чорна тура · g1 чорний слон | d8 білий кінь · f8 білий слон · d7 чорний слон · f7 чорний пішак · a6 чорний кінь · d6 білий кінь · f6 білий король · a5 біла тура · d5 чорний пішак · h5 чорний пішак · b4 чорний кінь · d4 чорний король · f3 білий ферзь · a2 білий слон · c2 чорна тура · g1 чорний слон | 4 |
| 3 | d8 білий кінь · f8 білий слон · d7 чорний слон · f7 чорний пішак · a6 чорний кінь · d6 білий кінь · f6 білий король · a5 біла тура · d5 чорний пішак · h5 чорний пішак · b4 чорний кінь · d4 чорний король · f3 білий ферзь · a2 білий слон · c2 чорна тура · g1 чорний слон | d8 білий кінь · f8 білий слон · d7 чорний слон · f7 чорний пішак · a6 чорний кінь · d6 білий кінь · f6 білий король · a5 біла тура · d5 чорний пішак · h5 чорний пішак · b4 чорний кінь · d4 чорний король · f3 білий ферзь · a2 білий слон · c2 чорна тура · g1 чорний слон | d8 білий кінь · f8 білий слон · d7 чорний слон · f7 чорний пішак · a6 чорний кінь · d6 білий кінь · f6 білий король · a5 біла тура · d5 чорний пішак · h5 чорний пішак · b4 чорний кінь · d4 чорний король · f3 білий ферзь · a2 білий слон · c2 чорна тура · g1 чорний слон | d8 білий кінь · f8 білий слон · d7 чорний слон · f7 чорний пішак · a6 чорний кінь · d6 білий кінь · f6 білий король · a5 біла тура · d5 чорний пішак · h5 чорний пішак · b4 чорний кінь · d4 чорний король · f3 білий ферзь · a2 білий слон · c2 чорна тура · g1 чорний слон | d8 білий кінь · f8 білий слон · d7 чорний слон · f7 чорний пішак · a6 чорний кінь · d6 білий кінь · f6 білий король · a5 біла тура · d5 чорний пішак · h5 чорний пішак · b4 чорний кінь · d4 чорний король · f3 білий ферзь · a2 білий слон · c2 чорна тура · g1 чорний слон | d8 білий кінь · f8 білий слон · d7 чорний слон · f7 чорний пішак · a6 чорний кінь · d6 білий кінь · f6 білий король · a5 біла тура · d5 чорний пішак · h5 чорний пішак · b4 чорний кінь · d4 чорний король · f3 білий ферзь · a2 білий слон · c2 чорна тура · g1 чорний слон | d8 білий кінь · f8 білий слон · d7 чорний слон · f7 чорний пішак · a6 чорний кінь · d6 білий кінь · f6 білий король · a5 біла тура · d5 чорний пішак · h5 чорний пішак · b4 чорний кінь · d4 чорний король · f3 білий ферзь · a2 білий слон · c2 чорна тура · g1 чорний слон | d8 білий кінь · f8 білий слон · d7 чорний слон · f7 чорний пішак · a6 чорний кінь · d6 білий кінь · f6 білий король · a5 біла тура · d5 чорний пішак · h5 чорний пішак · b4 чорний кінь · d4 чорний король · f3 білий ферзь · a2 білий слон · c2 чорна тура · g1 чорний слон | 3 |
| 2 | d8 білий кінь · f8 білий слон · d7 чорний слон · f7 чорний пішак · a6 чорний кінь · d6 білий кінь · f6 білий король · a5 біла тура · d5 чорний пішак · h5 чорний пішак · b4 чорний кінь · d4 чорний король · f3 білий ферзь · a2 білий слон · c2 чорна тура · g1 чорний слон | d8 білий кінь · f8 білий слон · d7 чорний слон · f7 чорний пішак · a6 чорний кінь · d6 білий кінь · f6 білий король · a5 біла тура · d5 чорний пішак · h5 чорний пішак · b4 чорний кінь · d4 чорний король · f3 білий ферзь · a2 білий слон · c2 чорна тура · g1 чорний слон | d8 білий кінь · f8 білий слон · d7 чорний слон · f7 чорний пішак · a6 чорний кінь · d6 білий кінь · f6 білий король · a5 біла тура · d5 чорний пішак · h5 чорний пішак · b4 чорний кінь · d4 чорний король · f3 білий ферзь · a2 білий слон · c2 чорна тура · g1 чорний слон | d8 білий кінь · f8 білий слон · d7 чорний слон · f7 чорний пішак · a6 чорний кінь · d6 білий кінь · f6 білий король · a5 біла тура · d5 чорний пішак · h5 чорний пішак · b4 чорний кінь · d4 чорний король · f3 білий ферзь · a2 білий слон · c2 чорна тура · g1 чорний слон | d8 білий кінь · f8 білий слон · d7 чорний слон · f7 чорний пішак · a6 чорний кінь · d6 білий кінь · f6 білий король · a5 біла тура · d5 чорний пішак · h5 чорний пішак · b4 чорний кінь · d4 чорний король · f3 білий ферзь · a2 білий слон · c2 чорна тура · g1 чорний слон | d8 білий кінь · f8 білий слон · d7 чорний слон · f7 чорний пішак · a6 чорний кінь · d6 білий кінь · f6 білий король · a5 біла тура · d5 чорний пішак · h5 чорний пішак · b4 чорний кінь · d4 чорний король · f3 білий ферзь · a2 білий слон · c2 чорна тура · g1 чорний слон | d8 білий кінь · f8 білий слон · d7 чорний слон · f7 чорний пішак · a6 чорний кінь · d6 білий кінь · f6 білий король · a5 біла тура · d5 чорний пішак · h5 чорний пішак · b4 чорний кінь · d4 чорний король · f3 білий ферзь · a2 білий слон · c2 чорна тура · g1 чорний слон | d8 білий кінь · f8 білий слон · d7 чорний слон · f7 чорний пішак · a6 чорний кінь · d6 білий кінь · f6 білий король · a5 біла тура · d5 чорний пішак · h5 чорний пішак · b4 чорний кінь · d4 чорний король · f3 білий ферзь · a2 білий слон · c2 чорна тура · g1 чорний слон | 2 |
| 1 | d8 білий кінь · f8 білий слон · d7 чорний слон · f7 чорний пішак · a6 чорний кінь · d6 білий кінь · f6 білий король · a5 біла тура · d5 чорний пішак · h5 чорний пішак · b4 чорний кінь · d4 чорний король · f3 білий ферзь · a2 білий слон · c2 чорна тура · g1 чорний слон | d8 білий кінь · f8 білий слон · d7 чорний слон · f7 чорний пішак · a6 чорний кінь · d6 білий кінь · f6 білий король · a5 біла тура · d5 чорний пішак · h5 чорний пішак · b4 чорний кінь · d4 чорний король · f3 білий ферзь · a2 білий слон · c2 чорна тура · g1 чорний слон | d8 білий кінь · f8 білий слон · d7 чорний слон · f7 чорний пішак · a6 чорний кінь · d6 білий кінь · f6 білий король · a5 біла тура · d5 чорний пішак · h5 чорний пішак · b4 чорний кінь · d4 чорний король · f3 білий ферзь · a2 білий слон · c2 чорна тура · g1 чорний слон | d8 білий кінь · f8 білий слон · d7 чорний слон · f7 чорний пішак · a6 чорний кінь · d6 білий кінь · f6 білий король · a5 біла тура · d5 чорний пішак · h5 чорний пішак · b4 чорний кінь · d4 чорний король · f3 білий ферзь · a2 білий слон · c2 чорна тура · g1 чорний слон | d8 білий кінь · f8 білий слон · d7 чорний слон · f7 чорний пішак · a6 чорний кінь · d6 білий кінь · f6 білий король · a5 біла тура · d5 чорний пішак · h5 чорний пішак · b4 чорний кінь · d4 чорний король · f3 білий ферзь · a2 білий слон · c2 чорна тура · g1 чорний слон | d8 білий кінь · f8 білий слон · d7 чорний слон · f7 чорний пішак · a6 чорний кінь · d6 білий кінь · f6 білий король · a5 біла тура · d5 чорний пішак · h5 чорний пішак · b4 чорний кінь · d4 чорний король · f3 білий ферзь · a2 білий слон · c2 чорна тура · g1 чорний слон | d8 білий кінь · f8 білий слон · d7 чорний слон · f7 чорний пішак · a6 чорний кінь · d6 білий кінь · f6 білий король · a5 біла тура · d5 чорний пішак · h5 чорний пішак · b4 чорний кінь · d4 чорний король · f3 білий ферзь · a2 білий слон · c2 чорна тура · g1 чорний слон | d8 білий кінь · f8 білий слон · d7 чорний слон · f7 чорний пішак · a6 чорний кінь · d6 білий кінь · f6 білий король · a5 біла тура · d5 чорний пішак · h5 чорний пішак · b4 чорний кінь · d4 чорний король · f3 білий ферзь · a2 білий слон · c2 чорна тура · g1 чорний слон | 1 |
|   | a | b | c | d | e | f | g | h |   |

FEN: 3N1B2/3b1p2/n2N1K2/R2p3p/1n1k4/5Q2/B1r5/6b1
1. Ra3! ~ 2. Sb5+ Bxb5 3. Qf4#
1. ... Rf2  2. Sf5+ Bxf5 3. Qe3#
1. ... Rc6 2. Se6+ fe6  3. Sb5#
В цій задачі є два тематичних варіанти. Чорні для захисту від загрози своєю турою зв'язують білі тематичні фігури — то ферзя, то коня. Білі, даючи жертви, розв'язують тематичні фігури, які й оголошують мати.  